# Kootwijkerzand

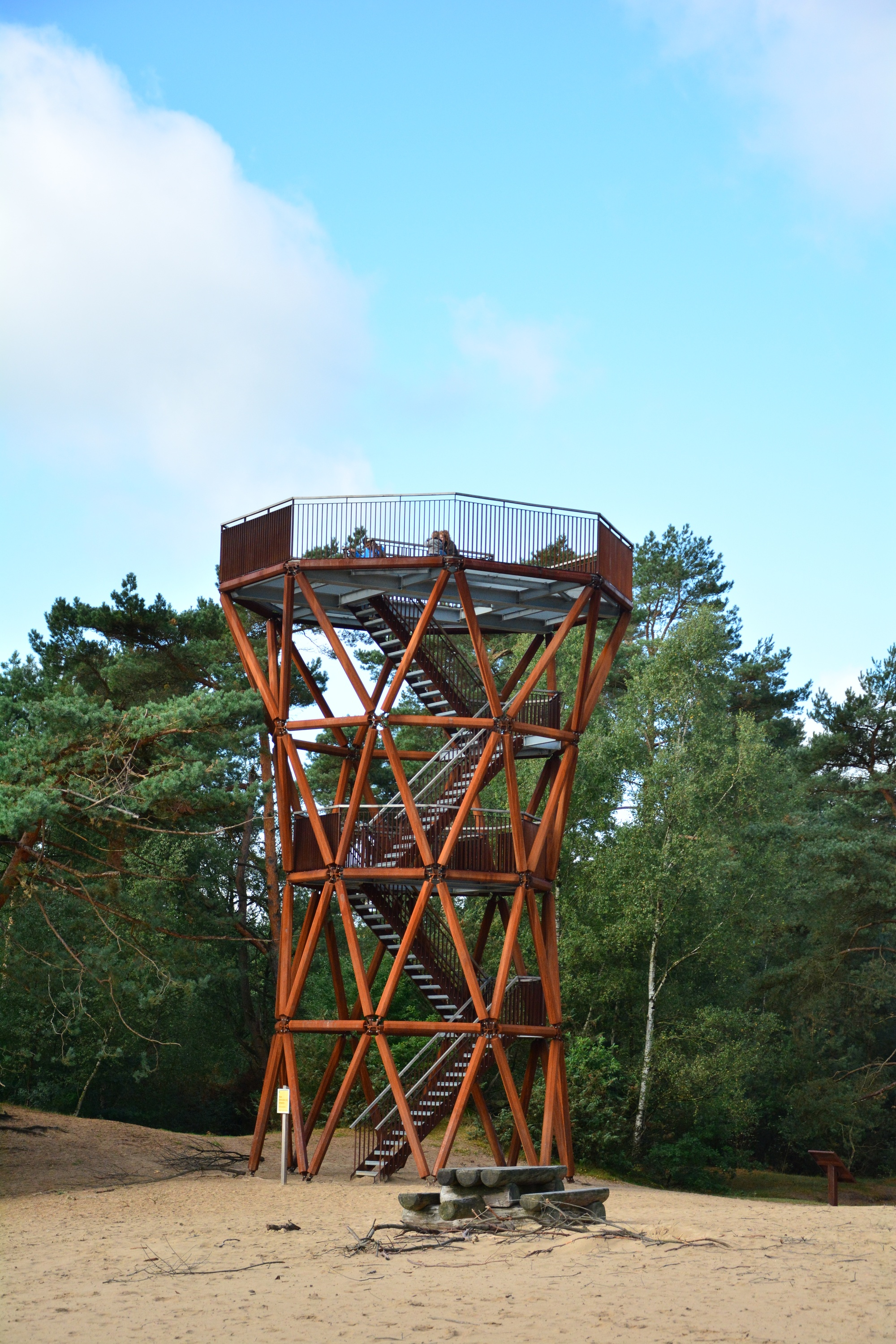
Uitkijktoren

Het Kootwijkerzand is een stuifzandgebied in de Nederlandse provincie Gelderland. Het is het grootste stuifzandgebied van West-Europa.
Het natuurreservaat is 700 hectare groot en ligt op het westelijk deel van de Veluwe, binnen de veel grotere boswachterij Kootwijk (ca. 3600 ha) bij Kootwijk. Ten zuiden van het Kootwijkerzand ligt het Harskampse Zand, naar het oosten het dorp Radio Kootwijk. Ongeveer tien kilometer naar het zuidwesten op de Veluwe, ten zuidwesten van het dorp Wekerom, ligt het ruim 500 hectare grote Wekeromse Zand, dat een kleiner stuifzandgebied omvat (100 ha).

## Geschiedenis
Omstreeks 2500 voor Christus woonden op het Kootwijkerzand al mensen. Er zijn een vuurstenen pijlpunt en enkele aardewerken potresten uit ongeveer 1700 v.Chr. gevonden. In de tweede eeuw na Chr. werden er enkele boerderijen gebouwd en vanaf 700 na Chr. kan er van een dorp gesproken worden. In de middeleeuwen werd er ijzeroer verzameld en verwerkt. Daartoe werd op grote schaal bos gekapt voor de productie van houtskool. De zandbodem kwam bloot te liggen en ging verstuiven. Het dorp Kootwijkerzand is daardoor in de elfde eeuw onder het zand verdwenen. Een deel van de archeologische overblijfselen van Romeinse en vroeg-middeleeuwse bewoning is wettelijk beschermd op basis van de Monumentenwet van 1988.

## Beheer
Om het zand van het Kootwijkerzand in beweging te houden zijn beheersmaatregelen noodzakelijk. Het neerslaan van extra stikstof uit de lucht zorgt er anders voor dat algen, mossen, korstmossen en hogere planten het van nature arme zand vastleggen. Kenmerkend voor het gebied zijn de grillig gevormde vliegdennen. Op de open zandvlakte kan de temperatuur oplopen tot 60 graden Celsius, terwijl de nachttemperatuur ook 's zomers tot beneden de 0 graden kan dalen.
Op het Kootwijkerzand bevindt zich een uitkijktoren die vrij toegankelijk is voor bezoekers.